# 江東郡
江東郡（カンドンぐん）は朝鮮民主主義人民共和国の平壌市にある郡。

## 地理
平壌市域の東部郊外に位置し、平安南道・黄海北道と接する。郡名は大同江の東にあることによる。

## 行政区域
1邑・9労働者区・15里を管轄する。
| - 江東邑（カンドンウプ） - 高飛労働者区（コビロドンジャグ） - 南江労働者区（ナムガンノドンジャグ） - 垈里労働者区（テリロドンジャグ） - 嶺南労働者区（リョンナムノドンジャグ） - 上里労働者区（サンニロドンジャグ） - 束芻労働者区（ソクチュロドンジャグ） - 松街労働者区（ソンガロドンジャグ） - 下里労働者区（ハリロドンジャグ） - 黒嶺労働者区（フンニョンノドンジャグ） | - 九賓里（クビンニ） - 東里（トンニ） - 卵山里（ランサンニ） - 龍興里（リョンフンニ） - 麦田里（メクチョンニ） - 明義里（ミョンイリ） - 文化里（ムナリ） - 文興里（ムヌンニ） - 烽火里（ポンファリ） - 三登里（サムドゥンニ） - 松石里（ソンソンニ） - 順昌里（スンチャンニ） - 太岑里（テジャムニ） - 香木里（ヒャンモンニ） - 花岡里（ファガンニ） |

## 歴史
高麗時代の1136年、江東県が設置された。朝鮮王朝時代には平安道に属した。
1895年に江東郡となり、1896年に平安南道に属した。1914年の行政区画廃合により三登郡を併合した。1941年10月1日に晩達面が勝湖邑に昇格した。1945年8月の時点で、江東郡は1邑5面（勝湖邑・江東面・三登面・元灘面・高泉面・鳳津面）から構成されていた。
1952年12月の北朝鮮の地方行政区画再編により、勝湖邑一帯を勝湖郡として分離、成川郡の一部を編入して江東郡が再構成された。
1983年3月に、平安南道から平壌直轄市に編入された。
2011年に行われた平壌市域の大規模再編を巡り、大韓民国統一部は江東郡が平壌市に残留しているとした一方、日本のアジア経済研究所は江東郡が平壌市から黄海北道に移管されたとの情報があると述べた。2025年2月に朝鮮中央通信及び朝鮮新報が報じたところによると「江東郡（平壌市東部）」と言及されており、同時点では平壌市に属している。

### 年表
この節の出典
- 1914年4月1日 - 郡面併合により、平安南道三登郡および成川郡の一部（文憲面）を江東郡に編入。江東郡に以下の面が成立。(9面)
  - 江東面・晶湖面・三登面・晩達面・古邑面・区池面・馬山面・高泉面・元灘面
- 1929年4月1日  - 行政区画の改編を実施（6面）。
  - 馬山面・区池面および高泉面・古邑面の各一部をもって鳳津面を設置。
  - 古邑面の残部が元灘面・高泉面に分割編入。
  - 晶湖面が江東面・三登面に分割編入。
  - 三登面の一部が晩達面に編入。
  - 元灘面の一部が高泉面に編入。
- 1941年10月1日 - 晩達面が勝湖邑に昇格。（1邑5面）
- 1947年  - 行政区画の改編を実施（9面）。
  - 勝湖邑が勝湖面に降格。
  - 中和郡楓洞面・青龍面、大同郡柴足面を編入。
- 1952年12月 - 郡面里統廃合により、平安南道江東郡江東面・鳳津面・高泉面および三登面・元灘面の各一部、成川郡三興面をもって、江東郡を設置。江東郡に以下の邑・労働者区・里が成立。（1邑1労働者区23里）
  - 江東邑・松街里・黒嶺労働者区・文興里・香木里・東里・麦田里・龍興里・明義里・垈里・文明里・松石里・香壇里・卵山里・九賓里・花岡里・太岑里・紫陽里・郷校里・下里・下端里・漢王里・道徳里・広徳里・三成里
- 1954年 - 漢王里の一部が広徳里に編入。（1邑1労働者区23里）
- 1956年 - 檜倉郡順昌里を編入。（1邑1労働者区24里）
- 1958年 - 勝湖郡金玉里の一部が松街里に編入。（1邑1労働者区24里）
- 1959年9月 （1邑1労働者区25里）
  - 広徳里・三成里・道徳里が新設の平壌直轄市三石区域に編入。
  - 勝湖郡高飛里・貨泉里・金玉里・三青里を編入。
- 1960年10月 - 金玉里・貨泉里・三青里が平壌直轄市勝湖区域に編入。（1邑1労働者区22里）
- 1963年 - 下里が下里労働者区に昇格。(1邑2労働者区21里)
- 1967年 （1邑5労働者区16里）
  - 下端里・漢王里が平城区に編入。
  - 郷校里が烽火里に改称。
  - 高飛里が高飛労働者区に昇格。
  - 松街里が松街労働者区に昇格。
  - 垈里が垈里労働者区に昇格。
- 1977年 （1邑5労働者区16里）
  - 文明里が三登里に改称。
  - 紫陽里が文化里に改称。
- 1983年3月 - 平壌直轄市の市域拡大に伴い、平壌直轄市江東郡となる。(1邑6労働者区15里)
- 1989年 - 香壇里が南江労働者区に昇格。(1邑6労働者区15里)
- 1995年  - 労働者区の増設を実施（1邑9労働者区15里）。
  - 下里労働者区の一部を上里労働者区として分離。
  - 黒嶺労働者区の一部を束芻労働者区として分離。
  - 松街労働者区の一部を嶺南労働者区として分離。
- 1995年11月 - 平安南道成川郡百源労働者区の一部が上里労働者区に編入。（1邑9労働者区15里）
- 1999年12月 - 平安南道平城市敬信里の一部が東里・香木里に分割編入。（1邑9労働者区15里）

## 交通
- 平徳線
  - 江東駅 - 石廩駅 - 黒嶺駅 - 三登駅 - 松街駅
- 徳山線
  - 松街駅 - 徳山駅
- 三登炭鉱線
  - 三登駅 - 垈里駅